# Volta a Portugal de 2018
A 80.ª edição da Volta a Portugal celebrou-se entre 1 e 12 de agosto de 2018 com início na cidade de Setúbal e final na cidade de Fafe em Portugal. O percurso constou de um prólogo e 10 etapas sobre uma distância total de 1 578,9 km.
A corrida fez parte do circuito UCI Europe Tour de 2018, dentro da categoria 2.1, e o espanhol Raúl Alarcón da W52-FC Porto foi inicialmente declarado o vencedor. Completaram o pódio o português Jóni Brandão da Sporting-Tavira e o espanhol Vicente García de Mateos da Aviludo-Louletano-Uli, segundo e terceiro classificado respectivamente. A vitória foi depois retirada a Raúl Alarcón
e atribuída a Jóni Brandão por doping.
A 10 de Março de 2021, a União Ciclista Internacional (UCI) anunciou a suspensão por 4 anos do espanhol Raul Alarcon, da W52-Porto, e a anulação dos seus resultados desportivos entre 2015 e 2019, significando a perda das vitórias na Volta a Portugal de 2017 e 2018. O atleta em 6 de Abril de 2021 apresentou recurso da decisão para o TAS, que em sentença de 28 de Janeiro de 2022 indeferiu o recurso apresentado e confirmando a decisão recorrida.
Deste modo, foi declarado vencedor da volta a Portugal de 2018, o ciclista Jóni Brandão, do Sporting/Tavira.
Por equipas, a Sporting/Tavira passou a ser a nova vencedora desta edição.

## Equipas
Tomaram parte na corrida 19 equipas: 4 de categoria Profissional Continental; e 15 de categoria Continental. Formando assim um pelotão de 131 ciclistas dos que acabariam 108. As equipas participantes foram:
| Equipes profissionais Continentais (4)- WB-Aqua Protect-Veranclassic - Caja Rural-Seguros RGA - Euskadi Basque Country-Murias - Israel Cycling Academy Equipes Continentais (15)- Aviludo-Louletano - Efapel - LA Alumínios-Metalusa - Liberty Seguros-Carglass - Miranda-Mortágua - RP-Boavista - Sporting-Tavira - Vito-Feirense-BlackJack - W52-FC Porto - Amore & Vita-Prodir - Differdange-Losch - Team Ecuador - Coop - MsTina-Focus - Sapura |
| |

## Etapas
A Volta a Portugal dispôs de onze etapas etapas onde se incluiu uma contrarrelógio individual, para um percurso total de 1 578,9 quilómetros.
| Etapa   | Data        | Percurso                      | type                      | Distância (km) | Vencedor                 | Líder geral  |
| ------- | ----------- | ----------------------------- | ------------------------- | -------------- | ------------------------ | ------------ |
| Prólogo | 1 ago.      | Setúbal – Setúbal             | prólogo                   | 1,8            | Rafael Reis              | Rafael Reis  |
| 1       | 2 ago.      | Alcácer do Sal – Albufeira    | etapa escarpada           | 191,8          | Riccardo Stacchiotti     | Rafael Reis  |
| 2       | 3 ago.      | Beja – Portalegre             | etapa escarpada           | 195,3          | Vicente García de Mateos | Rafael Reis  |
| 3       | 4 ago.      | Sertã – Oliveira do Hospital  | média montanha            | 175,9          | Raúl Alarcón             | Raúl Alarcón |
| 4       | 5 ago.      | Guarda – Covilhã              | alta montanha             | 171,4          | Raúl Alarcón             | Raúl Alarcón |
| 5       | 6 ago.      | Sabugal – concelho de Viseu   | etapa escarpada           | 191,7          | Riccardo Stacchiotti     | Raúl Alarcón |
|         | 7 de agosto | Dia de descanso               | Dia de descanso           |                |                          |              |
| 6       | 8 ago.      | Sernancelhe – Boticas         | alta montanha             | 165,4          | Domingos Gonçalves       | Raúl Alarcón |
| 7       | 9 ago.      | Montalegre – Viana do Castelo | etapa escarpada           | 165,5          | Enrique Sanz             | Raúl Alarcón |
| 8       | 10 ago.     | Barcelos – Braga              | média montanha            | 147,6          | Vicente García de Mateos | Raúl Alarcón |
| 9       | 11 ago.     | Felgueiras – Mondim de Basto  | alta montanha             | 155,2          | Raúl Alarcón             | Raúl Alarcón |
| 10      | 12 ago.     | Fafe – Fafe                   | contrarrelógio individual | 17,3           | Vicente García de Mateos | Raúl Alarcón |

## Desenvolvimento da corrida

### Prólogo
| Setúbal - Setúbal | prólogo | (1,8 km) |

| \| Classificação por etapas \| Classificação por etapas \| Classificação por etapas \| Classificação por etapas \| Classificação por etapas \| \| Ciclista \| Ciclista \| Equipe \| Tempo \| \| \| ------------------------ \| ------------------------ \| ------------------------ \| ------------------------ \| ------------------------ \| \| 1. \| Rafael Reis \| Caja Rural-Seguros RGA \| 2m18s \| \| \| 2. \| César Martingil \| Liberty Seguros-Carglass \| + 2s \| \| \| 3. \| Louis Bendixen \| Team Coop \| + 3s \| \| \| 4. \| Daniel Mestre \| Efapel \| + 3s \| \| \| 5. \| Domingos Gonçalves \| Rádio Popular-Boavista \| DQ \| \| \| 6. \| Mario González Salas \| Sporting-Tavira \| + 4s \| \| \| 7. \| Olivier Pardini \| Differdange-Losch \| + 4s \| \| \| 8. \| João Matias \| Vito-Feirense-BlackJack \| + 4s \| \| \| 9. \| Alexander Grigoriev \| Sporting-Tavira \| + 5s \| \| \| 10. \| Ivan Centrone \| Differdange-Losch \| + 5s \| \| |                      |                          |       |
| |                      |                          |       |
| Fonte: ProCyclingStats |                      |                          |       |
| Classificação por etapas |                      |                          |       |
| Ciclista | Ciclista             | Equipe                   | Tempo |
| 1. | Rafael Reis          | Caja Rural-Seguros RGA   | 2m18s |
| 2. | César Martingil      | Liberty Seguros-Carglass | + 2s  |
| 3. | Louis Bendixen       | Team Coop                | + 3s  |
| 4. | Daniel Mestre        | Efapel                   | + 3s  |
| 5. | Domingos Gonçalves   | Rádio Popular-Boavista   | DQ    |
| 6. | Mario González Salas | Sporting-Tavira          | + 4s  |
| 7. | Olivier Pardini      | Differdange-Losch        | + 4s  |
| 8. | João Matias          | Vito-Feirense-BlackJack  | + 4s  |
| 9. | Alexander Grigoriev  | Sporting-Tavira          | + 5s  |
| 10. | Ivan Centrone        | Differdange-Losch        | + 5s  |

| \| Classificação geral \| Classificação geral \| Classificação geral \| Classificação geral \| Classificação geral \| \| Ciclista \| Ciclista \| Equipe \| Tempo \| \| \| ------------------- \| -------------------- \| ------------------------ \| ------------------- \| ------------------- \| \| 1. \| Rafael Reis \| Caja Rural-Seguros RGA \| 2m18s \| \| \| 2. \| César Martingil \| Liberty Seguros-Carglass \| + 2s \| \| \| 3. \| Louis Bendixen \| Team Coop \| + 3s \| \| \| 4. \| Daniel Mestre \| Efapel \| + 3s \| \| \| 5. \| Domingos Gonçalves \| Rádio Popular-Boavista \| DQ \| \| \| 6. \| Mario González Salas \| Sporting-Tavira \| + 4s \| \| \| 7. \| Olivier Pardini \| Differdange-Losch \| + 4s \| \| \| 8. \| João Matias \| Vito-Feirense-BlackJack \| + 4s \| \| \| 9. \| Alexander Grigoriev \| Sporting-Tavira \| + 5s \| \| \| 10. \| Ivan Centrone \| Differdange-Losch \| + 5s \| \| |                      |                          |       |
| |                      |                          |       |
| Fonte: ProCyclingStats |                      |                          |       |
| Classificação geral |                      |                          |       |
| Ciclista | Ciclista             | Equipe                   | Tempo |
| 1. | Rafael Reis          | Caja Rural-Seguros RGA   | 2m18s |
| 2. | César Martingil      | Liberty Seguros-Carglass | + 2s  |
| 3. | Louis Bendixen       | Team Coop                | + 3s  |
| 4. | Daniel Mestre        | Efapel                   | + 3s  |
| 5. | Domingos Gonçalves   | Rádio Popular-Boavista   | DQ    |
| 6. | Mario González Salas | Sporting-Tavira          | + 4s  |
| 7. | Olivier Pardini      | Differdange-Losch        | + 4s  |
| 8. | João Matias          | Vito-Feirense-BlackJack  | + 4s  |
| 9. | Alexander Grigoriev  | Sporting-Tavira          | + 5s  |
| 10. | Ivan Centrone        | Differdange-Losch        | + 5s  |

### 1.ª etapa
| Alcácer do Sal - Albufeira | etapa escarpada | (191,8 km) |

| \| Classificação por etapas \| Classificação por etapas \| Classificação por etapas \| Classificação por etapas \| Classificação por etapas \| \| Ciclista \| Ciclista \| Equipe \| Tempo \| \| \| ------------------------ \| ------------------------ \| ------------------------ \| ------------------------ \| ------------------------ \| \| 1. \| Riccardo Stacchiotti \| MSTina-Focus \| 5h14m43s \| \| \| 2. \| Luís Mendonça \| Aviludo-Louletano-Uli \| + 0s \| \| \| 3. \| César Martingil \| Liberty Seguros-Carglass \| + 0s \| \| \| 4. \| Vicente García de Mateos \| Aviludo-Louletano-Uli \| + 0s \| \| \| 5. \| Trond Trondsen \| Team Coop \| + 0s \| \| \| 6. \| Edgar Pinto \| Vito-Feirense-BlackJack \| + 0s \| \| \| 7. \| Ben Perry \| Israel Cycling Academy \| + 0s \| \| \| 8. \| João Matias \| Vito-Feirense-BlackJack \| + 0s \| \| \| 9. \| Krister Hagen \| Team Coop \| + 0s \| \| \| 10. \| Francisco Campos \| Miranda-Mortágua \| + 0s \| \| |                          |                          |          |
| |                          |                          |          |
| Fonte: ProCyclingStats |                          |                          |          |
| Classificação por etapas |                          |                          |          |
| Ciclista | Ciclista                 | Equipe                   | Tempo    |
| 1. | Riccardo Stacchiotti     | MSTina-Focus             | 5h14m43s |
| 2. | Luís Mendonça            | Aviludo-Louletano-Uli    | + 0s     |
| 3. | César Martingil          | Liberty Seguros-Carglass | + 0s     |
| 4. | Vicente García de Mateos | Aviludo-Louletano-Uli    | + 0s     |
| 5. | Trond Trondsen           | Team Coop                | + 0s     |
| 6. | Edgar Pinto              | Vito-Feirense-BlackJack  | + 0s     |
| 7. | Ben Perry                | Israel Cycling Academy   | + 0s     |
| 8. | João Matias              | Vito-Feirense-BlackJack  | + 0s     |
| 9. | Krister Hagen            | Team Coop                | + 0s     |
| 10. | Francisco Campos         | Miranda-Mortágua         | + 0s     |

| \| Classificação geral \| Classificação geral \| Classificação geral \| Classificação geral \| Classificação geral \| \| Ciclista \| Ciclista \| Equipe \| Tempo \| \| \| ------------------- \| -------------------- \| ------------------------ \| ------------------- \| ------------------- \| \| 1. \| Rafael Reis \| Caja Rural-Seguros RGA \| 5h17m01s \| \| \| 2. \| César Martingil \| Liberty Seguros-Carglass \| + 2s \| \| \| 3. \| Daniel Mestre \| Efapel \| + 3s \| \| \| 4. \| Domingos Gonçalves \| Rádio Popular-Boavista \| DQ \| \| \| 5. \| Olivier Pardini \| Differdange-Losch \| + 4s \| \| \| 6. \| João Matias \| Vito-Feirense-BlackJack \| + 4s \| \| \| 7. \| Alexander Grigoriev \| Sporting-Tavira \| + 5s \| \| \| 8. \| Ivan Centrone \| Differdange-Losch \| + 5s \| \| \| 9. \| Riccardo Stacchiotti \| MSTina-Focus \| + 5s \| \| \| 10. \| Mario Vogt \| Team Sapura Cycling \| + 5s \| \| |                      |                          |          |
| |                      |                          |          |
| Fonte: ProCyclingStats |                      |                          |          |
| Classificação geral |                      |                          |          |
| Ciclista | Ciclista             | Equipe                   | Tempo    |
| 1. | Rafael Reis          | Caja Rural-Seguros RGA   | 5h17m01s |
| 2. | César Martingil      | Liberty Seguros-Carglass | + 2s     |
| 3. | Daniel Mestre        | Efapel                   | + 3s     |
| 4. | Domingos Gonçalves   | Rádio Popular-Boavista   | DQ       |
| 5. | Olivier Pardini      | Differdange-Losch        | + 4s     |
| 6. | João Matias          | Vito-Feirense-BlackJack  | + 4s     |
| 7. | Alexander Grigoriev  | Sporting-Tavira          | + 5s     |
| 8. | Ivan Centrone        | Differdange-Losch        | + 5s     |
| 9. | Riccardo Stacchiotti | MSTina-Focus             | + 5s     |
| 10. | Mario Vogt           | Team Sapura Cycling      | + 5s     |

### 2.ª etapa
| Beja - Portalegre | etapa escarpada | (195,3 km) |

| \| Classificação por etapas \| Classificação por etapas \| Classificação por etapas \| Classificação por etapas \| Classificação por etapas \| \| Ciclista \| Ciclista \| Equipe \| Tempo \| \| \| ------------------------ \| ------------------------ \| ------------------------ \| ------------------------ \| ------------------------ \| \| 1. \| Vicente García de Mateos \| Aviludo-Louletano-Uli \| 5h47m25s \| \| \| 2. \| Luís Mendonça \| Aviludo-Louletano-Uli \| + 0s \| \| \| 3. \| Trond Trondsen \| Team Coop \| + 0s \| \| \| 4. \| Edgar Pinto \| Vito-Feirense-BlackJack \| + 0s \| \| \| 5. \| Gustavo Veloso \| W52-FC Porto \| + 0s \| \| \| 6. \| Awet Ghebremedhn \| Israel Cycling Academy \| + 0s \| \| \| 7. \| Rinaldo Nocentini \| Sporting-Tavira \| + 0s \| \| \| 8. \| Colin Stüssi \| Amore & Vita-Prodir \| + 0s \| \| \| 9. \| Domingos Gonçalves \| Rádio Popular-Boavista \| DQ \| \| \| 10. \| Óscar Hernández \| Aviludo-Louletano-Uli \| + 0s \| \| |                          |                         |          |
| |                          |                         |          |
| Fonte: ProCyclingStats |                          |                         |          |
| Classificação por etapas |                          |                         |          |
| Ciclista | Ciclista                 | Equipe                  | Tempo    |
| 1. | Vicente García de Mateos | Aviludo-Louletano-Uli   | 5h47m25s |
| 2. | Luís Mendonça            | Aviludo-Louletano-Uli   | + 0s     |
| 3. | Trond Trondsen           | Team Coop               | + 0s     |
| 4. | Edgar Pinto              | Vito-Feirense-BlackJack | + 0s     |
| 5. | Gustavo Veloso           | W52-FC Porto            | + 0s     |
| 6. | Awet Ghebremedhn         | Israel Cycling Academy  | + 0s     |
| 7. | Rinaldo Nocentini        | Sporting-Tavira         | + 0s     |
| 8. | Colin Stüssi             | Amore & Vita-Prodir     | + 0s     |
| 9. | Domingos Gonçalves       | Rádio Popular-Boavista  | DQ       |
| 10. | Óscar Hernández          | Aviludo-Louletano-Uli   | + 0s     |

| \| Classificação geral \| Classificação geral \| Classificação geral \| Classificação geral \| Classificação geral \| \| Ciclista \| Ciclista \| Equipe \| Tempo \| \| \| ------------------- \| ---------------------------- \| ------------------------ \| ------------------- \| ------------------- \| \| 1. \| Rafael Reis \| Caja Rural-Seguros RGA \| 11h04m26s \| \| \| 2. \| César Martingil \| Liberty Seguros-Carglass \| + 2s \| \| \| 3. \| Daniel Mestre \| Efapel \| + 3s \| \| \| 4. \| Domingos Gonçalves \| Rádio Popular-Boavista \| DQ \| \| \| 5. \| Olivier Pardini \| Differdange-Losch \| + 4s \| \| \| 6. \| Alexander Grigoriev \| Sporting-Tavira \| + 5s \| \| \| 7. \| Ivan Centrone \| Differdange-Losch \| + 5s \| \| \| 8. \| Riccardo Stacchiotti \| MSTina-Focus \| + 5s \| \| \| 9. \| Mario Vogt \| Team Sapura Cycling \| + 5s \| \| \| 10. \| Óscar Rodríguez Garaicoechea \| Euskadi-Murias \| + 6s \| \| |                              |                          |           |
| |                              |                          |           |
| Fonte: ProCyclingStats |                              |                          |           |
| Classificação geral |                              |                          |           |
| Ciclista | Ciclista                     | Equipe                   | Tempo     |
| 1. | Rafael Reis                  | Caja Rural-Seguros RGA   | 11h04m26s |
| 2. | César Martingil              | Liberty Seguros-Carglass | + 2s      |
| 3. | Daniel Mestre                | Efapel                   | + 3s      |
| 4. | Domingos Gonçalves           | Rádio Popular-Boavista   | DQ        |
| 5. | Olivier Pardini              | Differdange-Losch        | + 4s      |
| 6. | Alexander Grigoriev          | Sporting-Tavira          | + 5s      |
| 7. | Ivan Centrone                | Differdange-Losch        | + 5s      |
| 8. | Riccardo Stacchiotti         | MSTina-Focus             | + 5s      |
| 9. | Mario Vogt                   | Team Sapura Cycling      | + 5s      |
| 10. | Óscar Rodríguez Garaicoechea | Euskadi-Murias           | + 6s      |

### 3.ª etapa
| Sertã - Oliveira do Hospital | média montanha | (175,9 km) |

| \| Classificação por etapas \| Classificação por etapas \| Classificação por etapas \| Classificação por etapas \| Classificação por etapas \| \| Ciclista \| Ciclista \| Equipe \| Tempo \| \| \| ------------------------ \| ------------------------ \| ------------------------ \| ------------------------ \| ------------------------ \| \| 1. \| Raúl Alarcón \| W52-FC Porto \| DQ \| \| \| 2. \| Vicente García de Mateos \| Aviludo-Louletano-Uli \| + 30s \| \| \| 3. \| Jóni Brandão \| Sporting-Tavira \| + 42s \| \| \| 4. \| Edgar Pinto \| Vito-Feirense-BlackJack \| + 44s \| \| \| 5. \| Henrique Casimiro \| Efapel \| + 44s \| \| \| 6. \| Daniel Mestre \| Efapel \| + 1m05s \| \| \| 7. \| Luís Mendonça \| Aviludo-Louletano-Uli \| + 1m05s \| \| \| 8. \| Krister Hagen \| Team Coop \| + 1m05s \| \| \| 9. \| Domingos Gonçalves \| Rádio Popular-Boavista \| DQ \| \| \| 10. \| Rinaldo Nocentini \| Sporting-Tavira \| + 1m05s \| \| |                          |                         |         |
| |                          |                         |         |
| Fonte: ProCyclingStats |                          |                         |         |
| Classificação por etapas |                          |                         |         |
| Ciclista | Ciclista                 | Equipe                  | Tempo   |
| 1. | Raúl Alarcón             | W52-FC Porto            | DQ      |
| 2. | Vicente García de Mateos | Aviludo-Louletano-Uli   | + 30s   |
| 3. | Jóni Brandão             | Sporting-Tavira         | + 42s   |
| 4. | Edgar Pinto              | Vito-Feirense-BlackJack | + 44s   |
| 5. | Henrique Casimiro        | Efapel                  | + 44s   |
| 6. | Daniel Mestre            | Efapel                  | + 1m05s |
| 7. | Luís Mendonça            | Aviludo-Louletano-Uli   | + 1m05s |
| 8. | Krister Hagen            | Team Coop               | + 1m05s |
| 9. | Domingos Gonçalves       | Rádio Popular-Boavista  | DQ      |
| 10. | Rinaldo Nocentini        | Sporting-Tavira         | + 1m05s |

| \| Classificação geral \| Classificação geral \| Classificação geral \| Classificação geral \| Classificação geral \| \| Ciclista \| Ciclista \| Equipe \| Tempo \| \| \| ------------------- \| ---------------------------- \| ----------------------- \| ------------------- \| ------------------- \| \| 1. \| Raúl Alarcón \| W52-FC Porto \| DQ \| \| \| 2. \| Vicente García de Mateos \| Aviludo-Louletano-Uli \| + 28s \| \| \| 3. \| Jóni Brandão \| Sporting-Tavira \| + 40s \| \| \| 4. \| Henrique Casimiro \| Efapel \| + 43s \| \| \| 5. \| Edgar Pinto \| Vito-Feirense-BlackJack \| + 45s \| \| \| 6. \| Daniel Mestre \| Efapel \| + 59s \| \| \| 7. \| Domingos Gonçalves \| Rádio Popular-Boavista \| DQ \| \| \| 8. \| João Matias \| Vito-Feirense-BlackJack \| + 1m00s \| \| \| 9. \| Óscar Rodríguez Garaicoechea \| Euskadi-Murias \| + 1m02s \| \| \| 10. \| Rinaldo Nocentini \| Sporting-Tavira \| + 1m02s \| \| |                              |                         |         |
| |                              |                         |         |
| Fonte: ProCyclingStats |                              |                         |         |
| Classificação geral |                              |                         |         |
| Ciclista | Ciclista                     | Equipe                  | Tempo   |
| 1. | Raúl Alarcón                 | W52-FC Porto            | DQ      |
| 2. | Vicente García de Mateos     | Aviludo-Louletano-Uli   | + 28s   |
| 3. | Jóni Brandão                 | Sporting-Tavira         | + 40s   |
| 4. | Henrique Casimiro            | Efapel                  | + 43s   |
| 5. | Edgar Pinto                  | Vito-Feirense-BlackJack | + 45s   |
| 6. | Daniel Mestre                | Efapel                  | + 59s   |
| 7. | Domingos Gonçalves           | Rádio Popular-Boavista  | DQ      |
| 8. | João Matias                  | Vito-Feirense-BlackJack | + 1m00s |
| 9. | Óscar Rodríguez Garaicoechea | Euskadi-Murias          | + 1m02s |
| 10. | Rinaldo Nocentini            | Sporting-Tavira         | + 1m02s |

### 4.ª etapa
| Guarda - Covilhã | alta montanha | (171,4 km) |

| \| Classificação por etapas \| Classificação por etapas \| Classificação por etapas \| Classificação por etapas \| Classificação por etapas \| \| Ciclista \| Ciclista \| Equipe \| Tempo \| \| \| ------------------------ \| ------------------------ \| ------------------------ \| ------------------------ \| ------------------------ \| \| 1. \| Raúl Alarcón \| W52-FC Porto \| DQ \| \| \| 2. \| Jóni Brandão \| Sporting-Tavira \| + 12s \| \| \| 3. \| João Benta \| Rádio Popular-Boavista \| + 1m13s \| \| \| 4. \| Frederico Figueiredo \| Sporting-Tavira \| + 1m13s \| \| \| 5. \| Vicente García de Mateos \| Aviludo-Louletano-Uli \| + 1m13s \| \| \| 6. \| Edgar Pinto \| Vito-Feirense-BlackJack \| + 1m13s \| \| \| 7. \| Xuban Errazkin \| Vito-Feirense-BlackJack \| + 1m13s \| \| \| 8. \| Alejandro Marque \| Sporting-Tavira \| + 2m46s \| \| \| 9. \| Luís Felipe Fernandes \| Aviludo-Louletano-Uli \| + 2m51s \| \| \| 10. \| Henrique Casimiro \| Efapel \| + 2m51s \| \| |                          |                         |         |
| |                          |                         |         |
| Fonte: ProCyclingStats |                          |                         |         |
| Classificação por etapas |                          |                         |         |
| Ciclista | Ciclista                 | Equipe                  | Tempo   |
| 1. | Raúl Alarcón             | W52-FC Porto            | DQ      |
| 2. | Jóni Brandão             | Sporting-Tavira         | + 12s   |
| 3. | João Benta               | Rádio Popular-Boavista  | + 1m13s |
| 4. | Frederico Figueiredo     | Sporting-Tavira         | + 1m13s |
| 5. | Vicente García de Mateos | Aviludo-Louletano-Uli   | + 1m13s |
| 6. | Edgar Pinto              | Vito-Feirense-BlackJack | + 1m13s |
| 7. | Xuban Errazkin           | Vito-Feirense-BlackJack | + 1m13s |
| 8. | Alejandro Marque         | Sporting-Tavira         | + 2m46s |
| 9. | Luís Felipe Fernandes    | Aviludo-Louletano-Uli   | + 2m51s |
| 10. | Henrique Casimiro        | Efapel                  | + 2m51s |

| \| Classificação geral \| Classificação geral \| Classificação geral \| Classificação geral \| Classificação geral \| \| Ciclista \| Ciclista \| Equipe \| Tempo \| \| \| ------------------- \| ------------------------ \| ----------------------- \| ------------------- \| ------------------- \| \| 1. \| Raúl Alarcón \| W52-FC Porto \| DQ \| \| \| 2. \| Jóni Brandão \| Sporting-Tavira \| + 52s \| \| \| 3. \| Vicente García de Mateos \| Aviludo-Louletano-Uli \| + 1m41s \| \| \| 4. \| Edgar Pinto \| Vito-Feirense-BlackJack \| + 1m58s \| \| \| 5. \| João Benta \| Rádio Popular-Boavista \| + 2m19s \| \| \| 6. \| Xuban Errazkin \| Vito-Feirense-BlackJack \| + 2m20s \| \| \| 7. \| Frederico Figueiredo \| Sporting-Tavira \| + 2m20s \| \| \| 8. \| Henrique Casimiro \| Efapel \| + 3m34s \| \| \| 9. \| Alejandro Marque \| Sporting-Tavira \| + 3m49s \| \| \| 10. \| Luís Felipe Fernandes \| Aviludo-Louletano-Uli \| + 3m58s \| \| |                          |                         |         |
| |                          |                         |         |
| Fonte: ProCyclingStats |                          |                         |         |
| Classificação geral |                          |                         |         |
| Ciclista | Ciclista                 | Equipe                  | Tempo   |
| 1. | Raúl Alarcón             | W52-FC Porto            | DQ      |
| 2. | Jóni Brandão             | Sporting-Tavira         | + 52s   |
| 3. | Vicente García de Mateos | Aviludo-Louletano-Uli   | + 1m41s |
| 4. | Edgar Pinto              | Vito-Feirense-BlackJack | + 1m58s |
| 5. | João Benta               | Rádio Popular-Boavista  | + 2m19s |
| 6. | Xuban Errazkin           | Vito-Feirense-BlackJack | + 2m20s |
| 7. | Frederico Figueiredo     | Sporting-Tavira         | + 2m20s |
| 8. | Henrique Casimiro        | Efapel                  | + 3m34s |
| 9. | Alejandro Marque         | Sporting-Tavira         | + 3m49s |
| 10. | Luís Felipe Fernandes    | Aviludo-Louletano-Uli   | + 3m58s |

### 5.ª etapa
| Sabugal - concelho de Viseu | etapa escarpada | (191,7 km) |

| \| Classificação por etapas \| Classificação por etapas \| Classificação por etapas \| Classificação por etapas \| Classificação por etapas \| \| Ciclista \| Ciclista \| Equipe \| Tempo \| \| \| ------------------------ \| ------------------------ \| ---------------------------- \| ------------------------ \| ------------------------ \| \| 1. \| Riccardo Stacchiotti \| MSTina-Focus \| 5h01m45s \| \| \| 2. \| Enrique Sanz \| Euskadi-Murias \| + 0s \| \| \| 3. \| João Matias \| Vito-Feirense-BlackJack \| + 0s \| \| \| 4. \| Luís Mendonça \| Aviludo-Louletano-Uli \| + 0s \| \| \| 5. \| Federico Zurlo \| MSTina-Focus \| + 0s \| \| \| 6. \| Franklin Six \| WB-Aqua Protect-Veranclassic \| + 0s \| \| \| 7. \| Francisco Campos \| Miranda-Mortágua \| + 0s \| \| \| 8. \| Trond Trondsen \| Team Coop \| + 0s \| \| \| 9. \| Alejandro Marque \| Sporting-Tavira \| + 0s \| \| \| 10. \| Óscar Pelegrí \| Rádio Popular-Boavista \| + 0s \| \| |                      |                              |          |
| |                      |                              |          |
| Fonte: ProCyclingStats |                      |                              |          |
| Classificação por etapas |                      |                              |          |
| Ciclista | Ciclista             | Equipe                       | Tempo    |
| 1. | Riccardo Stacchiotti | MSTina-Focus                 | 5h01m45s |
| 2. | Enrique Sanz         | Euskadi-Murias               | + 0s     |
| 3. | João Matias          | Vito-Feirense-BlackJack      | + 0s     |
| 4. | Luís Mendonça        | Aviludo-Louletano-Uli        | + 0s     |
| 5. | Federico Zurlo       | MSTina-Focus                 | + 0s     |
| 6. | Franklin Six         | WB-Aqua Protect-Veranclassic | + 0s     |
| 7. | Francisco Campos     | Miranda-Mortágua             | + 0s     |
| 8. | Trond Trondsen       | Team Coop                    | + 0s     |
| 9. | Alejandro Marque     | Sporting-Tavira              | + 0s     |
| 10. | Óscar Pelegrí        | Rádio Popular-Boavista       | + 0s     |

| \| Classificação geral \| Classificação geral \| Classificação geral \| Classificação geral \| Classificação geral \| \| Ciclista \| Ciclista \| Equipe \| Tempo \| \| \| ------------------- \| ------------------------ \| ----------------------- \| ------------------- \| ------------------- \| \| 1. \| Raúl Alarcón \| W52-FC Porto \| DQ \| \| \| 2. \| Jóni Brandão \| Sporting-Tavira \| + 52s \| \| \| 3. \| Vicente García de Mateos \| Aviludo-Louletano-Uli \| + 1m41s \| \| \| 4. \| Edgar Pinto \| Vito-Feirense-BlackJack \| + 1m58s \| \| \| 5. \| João Benta \| Rádio Popular-Boavista \| + 2m19s \| \| \| 6. \| Xuban Errazkin \| Vito-Feirense-BlackJack \| + 2m20s \| \| \| 7. \| Frederico Figueiredo \| Sporting-Tavira \| + 2m20s \| \| \| 8. \| Henrique Casimiro \| Efapel \| + 3m34s \| \| \| 9. \| Alejandro Marque \| Sporting-Tavira \| + 3m49s \| \| \| 10. \| Luís Felipe Fernandes \| Aviludo-Louletano-Uli \| + 3m58s \| \| |                          |                         |         |
| |                          |                         |         |
| Fonte: ProCyclingStats |                          |                         |         |
| Classificação geral |                          |                         |         |
| Ciclista | Ciclista                 | Equipe                  | Tempo   |
| 1. | Raúl Alarcón             | W52-FC Porto            | DQ      |
| 2. | Jóni Brandão             | Sporting-Tavira         | + 52s   |
| 3. | Vicente García de Mateos | Aviludo-Louletano-Uli   | + 1m41s |
| 4. | Edgar Pinto              | Vito-Feirense-BlackJack | + 1m58s |
| 5. | João Benta               | Rádio Popular-Boavista  | + 2m19s |
| 6. | Xuban Errazkin           | Vito-Feirense-BlackJack | + 2m20s |
| 7. | Frederico Figueiredo     | Sporting-Tavira         | + 2m20s |
| 8. | Henrique Casimiro        | Efapel                  | + 3m34s |
| 9. | Alejandro Marque         | Sporting-Tavira         | + 3m49s |
| 10. | Luís Felipe Fernandes    | Aviludo-Louletano-Uli   | + 3m58s |

### 6.ª etapa
| Sernancelhe - Boticas | alta montanha | (165,4 km) |

| \| Classificação por etapas \| Classificação por etapas \| Classificação por etapas \| Classificação por etapas \| Classificação por etapas \| \| Ciclista \| Ciclista \| Equipe \| Tempo \| \| \| ------------------------ \| ------------------------ \| ------------------------ \| ------------------------ \| ------------------------ \| \| 1. \| Domingos Gonçalves \| Rádio Popular-Boavista \| DQ \| \| \| 2. \| Krister Hagen \| Team Coop \| \| \| \| 3. \| Daniel Mestre \| Efapel \| + 0s \| \| \| 4. \| João Benta \| Rádio Popular-Boavista \| + 0s \| \| \| 5. \| Nathan Earle \| Israel Cycling Academy \| + 0s \| \| \| 6. \| Vicente García de Mateos \| Aviludo-Louletano-Uli \| + 0s \| \| \| 7. \| Jóni Brandão \| Sporting-Tavira \| + 0s \| \| \| 8. \| Xuban Errazkin \| Vito-Feirense-BlackJack \| + 0s \| \| \| 9. \| Fernando Barceló \| Euskadi-Murias \| + 0s \| \| \| 10. \| Alejandro Marque \| Sporting-Tavira \| + 0s \| \| |                          |                         |       |
| |                          |                         |       |
| Fonte: ProCyclingStats |                          |                         |       |
| Classificação por etapas |                          |                         |       |
| Ciclista | Ciclista                 | Equipe                  | Tempo |
| 1. | Domingos Gonçalves       | Rádio Popular-Boavista  | DQ    |
| 2. | Krister Hagen            | Team Coop               |       |
| 3. | Daniel Mestre            | Efapel                  | + 0s  |
| 4. | João Benta               | Rádio Popular-Boavista  | + 0s  |
| 5. | Nathan Earle             | Israel Cycling Academy  | + 0s  |
| 6. | Vicente García de Mateos | Aviludo-Louletano-Uli   | + 0s  |
| 7. | Jóni Brandão             | Sporting-Tavira         | + 0s  |
| 8. | Xuban Errazkin           | Vito-Feirense-BlackJack | + 0s  |
| 9. | Fernando Barceló         | Euskadi-Murias          | + 0s  |
| 10. | Alejandro Marque         | Sporting-Tavira         | + 0s  |

| \| Classificação geral \| Classificação geral \| Classificação geral \| Classificação geral \| Classificação geral \| \| Ciclista \| Ciclista \| Equipe \| Tempo \| \| \| ------------------- \| ------------------------ \| ----------------------- \| ------------------- \| ------------------- \| \| 1. \| Raúl Alarcón \| W52-FC Porto \| DQ \| \| \| 2. \| Jóni Brandão \| Sporting-Tavira \| + 52s \| \| \| 3. \| Vicente García de Mateos \| Aviludo-Louletano-Uli \| + 1m41s \| \| \| 4. \| Edgar Pinto \| Vito-Feirense-BlackJack \| + 1m58s \| \| \| 5. \| João Benta \| Rádio Popular-Boavista \| + 2m19s \| \| \| 6. \| Xuban Errazkin \| Vito-Feirense-BlackJack \| + 2m20s \| \| \| 7. \| Frederico Figueiredo \| Sporting-Tavira \| + 2m20s \| \| \| 8. \| Henrique Casimiro \| Efapel \| + 3m34s \| \| \| 9. \| Domingos Gonçalves \| Rádio Popular-Boavista \| DQ \| \| \| 10. \| Alejandro Marque \| Sporting-Tavira \| + 3m49s \| \| |                          |                         |         |
| |                          |                         |         |
| Fonte: ProCyclingStats |                          |                         |         |
| Classificação geral |                          |                         |         |
| Ciclista | Ciclista                 | Equipe                  | Tempo   |
| 1. | Raúl Alarcón             | W52-FC Porto            | DQ      |
| 2. | Jóni Brandão             | Sporting-Tavira         | + 52s   |
| 3. | Vicente García de Mateos | Aviludo-Louletano-Uli   | + 1m41s |
| 4. | Edgar Pinto              | Vito-Feirense-BlackJack | + 1m58s |
| 5. | João Benta               | Rádio Popular-Boavista  | + 2m19s |
| 6. | Xuban Errazkin           | Vito-Feirense-BlackJack | + 2m20s |
| 7. | Frederico Figueiredo     | Sporting-Tavira         | + 2m20s |
| 8. | Henrique Casimiro        | Efapel                  | + 3m34s |
| 9. | Domingos Gonçalves       | Rádio Popular-Boavista  | DQ      |
| 10. | Alejandro Marque         | Sporting-Tavira         | + 3m49s |

### 7.ª etapa
| Montalegre - Viana do Castelo | etapa escarpada | (165,5 km) |

| \| Classificação por etapas \| Classificação por etapas \| Classificação por etapas \| Classificação por etapas \| Classificação por etapas \| \| Ciclista \| Ciclista \| Equipe \| Tempo \| \| \| ------------------------ \| ------------------------ \| ------------------------ \| ------------------------ \| ------------------------ \| \| 1. \| Enrique Sanz \| Euskadi-Murias \| 3h45m02s \| \| \| 2. \| Daniel Mestre \| Efapel \| + 0s \| \| \| 3. \| Raúl Alarcón \| W52-FC Porto \| DQ \| \| \| 4. \| Vicente García de Mateos \| Aviludo-Louletano-Uli \| + 0s \| \| \| 5. \| Jóni Brandão \| Sporting-Tavira \| + 0s \| \| \| 6. \| João Benta \| Rádio Popular-Boavista \| + 0s \| \| \| 7. \| Colin Stüssi \| Amore & Vita-Prodir \| + 0s \| \| \| 8. \| Luís Mendonça \| Aviludo-Louletano-Uli \| + 0s \| \| \| 9. \| Edgar Pinto \| Vito-Feirense-BlackJack \| + 0s \| \| \| 10. \| Krister Hagen \| Team Coop \| + 0s \| \| |                          |                         |          |
| |                          |                         |          |
| Fonte: ProCyclingStats |                          |                         |          |
| Classificação por etapas |                          |                         |          |
| Ciclista | Ciclista                 | Equipe                  | Tempo    |
| 1. | Enrique Sanz             | Euskadi-Murias          | 3h45m02s |
| 2. | Daniel Mestre            | Efapel                  | + 0s     |
| 3. | Raúl Alarcón             | W52-FC Porto            | DQ       |
| 4. | Vicente García de Mateos | Aviludo-Louletano-Uli   | + 0s     |
| 5. | Jóni Brandão             | Sporting-Tavira         | + 0s     |
| 6. | João Benta               | Rádio Popular-Boavista  | + 0s     |
| 7. | Colin Stüssi             | Amore & Vita-Prodir     | + 0s     |
| 8. | Luís Mendonça            | Aviludo-Louletano-Uli   | + 0s     |
| 9. | Edgar Pinto              | Vito-Feirense-BlackJack | + 0s     |
| 10. | Krister Hagen            | Team Coop               | + 0s     |

| \| Classificação geral \| Classificação geral \| Classificação geral \| Classificação geral \| Classificação geral \| \| Ciclista \| Ciclista \| Equipe \| Tempo \| \| \| ------------------- \| ------------------------ \| ----------------------- \| ------------------- \| ------------------- \| \| 1. \| Raúl Alarcón \| W52-FC Porto \| DQ \| \| \| 2. \| Jóni Brandão \| Sporting-Tavira \| + 52s \| \| \| 3. \| Vicente García de Mateos \| Aviludo-Louletano-Uli \| + 1m41s \| \| \| 4. \| Edgar Pinto \| Vito-Feirense-BlackJack \| + 1m58s \| \| \| 5. \| João Benta \| Rádio Popular-Boavista \| + 2m19s \| \| \| 6. \| Xuban Errazkin \| Vito-Feirense-BlackJack \| + 2m20s \| \| \| 7. \| Frederico Figueiredo \| Sporting-Tavira \| + 2m20s \| \| \| 8. \| Henrique Casimiro \| Efapel \| + 3m34s \| \| \| 9. \| Domingos Gonçalves \| Rádio Popular-Boavista \| DQ \| \| \| 10. \| Alejandro Marque \| Sporting-Tavira \| + 4m01s \| \| |                          |                         |         |
| |                          |                         |         |
| Fonte: ProCyclingStats |                          |                         |         |
| Classificação geral |                          |                         |         |
| Ciclista | Ciclista                 | Equipe                  | Tempo   |
| 1. | Raúl Alarcón             | W52-FC Porto            | DQ      |
| 2. | Jóni Brandão             | Sporting-Tavira         | + 52s   |
| 3. | Vicente García de Mateos | Aviludo-Louletano-Uli   | + 1m41s |
| 4. | Edgar Pinto              | Vito-Feirense-BlackJack | + 1m58s |
| 5. | João Benta               | Rádio Popular-Boavista  | + 2m19s |
| 6. | Xuban Errazkin           | Vito-Feirense-BlackJack | + 2m20s |
| 7. | Frederico Figueiredo     | Sporting-Tavira         | + 2m20s |
| 8. | Henrique Casimiro        | Efapel                  | + 3m34s |
| 9. | Domingos Gonçalves       | Rádio Popular-Boavista  | DQ      |
| 10. | Alejandro Marque         | Sporting-Tavira         | + 4m01s |

### 8.ª etapa
| Barcelos - Braga | média montanha | (147,6 km) |

| \| Classificação por etapas \| Classificação por etapas \| Classificação por etapas \| Classificação por etapas \| Classificação por etapas \| \| Ciclista \| Ciclista \| Equipe \| Tempo \| \| \| ------------------------ \| ------------------------ \| -------------------------- \| ------------------------ \| ------------------------ \| \| 1. \| Vicente García de Mateos \| Aviludo-Louletano-Uli \| 3h40m44s \| \| \| 2. \| João Benta \| Rádio Popular-Boavista \| + 0s \| \| \| 3. \| Jóni Brandão \| Sporting-Tavira \| + 0s \| \| \| 4. \| Daniel Silva \| Funvic-São José dos Campos \| + 0s \| \| \| 5. \| Edgar Pinto \| Vito-Feirense-BlackJack \| + 0s \| \| \| 6. \| Raúl Alarcón \| W52-FC Porto \| DQ \| \| \| 7. \| João Rodrigues \| W52-FC Porto \| + 0s \| \| \| 8. \| Frederico Figueiredo \| Sporting-Tavira \| + 0s \| \| \| 9. \| Ricardo Mestre \| W52-FC Porto \| + 3s \| \| \| 10. \| Krister Hagen \| Team Coop \| + 36s \| \| |                          |                            |          |
| |                          |                            |          |
| Fonte: ProCyclingStats |                          |                            |          |
| Classificação por etapas |                          |                            |          |
| Ciclista | Ciclista                 | Equipe                     | Tempo    |
| 1. | Vicente García de Mateos | Aviludo-Louletano-Uli      | 3h40m44s |
| 2. | João Benta               | Rádio Popular-Boavista     | + 0s     |
| 3. | Jóni Brandão             | Sporting-Tavira            | + 0s     |
| 4. | Daniel Silva             | Funvic-São José dos Campos | + 0s     |
| 5. | Edgar Pinto              | Vito-Feirense-BlackJack    | + 0s     |
| 6. | Raúl Alarcón             | W52-FC Porto               | DQ       |
| 7. | João Rodrigues           | W52-FC Porto               | + 0s     |
| 8. | Frederico Figueiredo     | Sporting-Tavira            | + 0s     |
| 9. | Ricardo Mestre           | W52-FC Porto               | + 3s     |
| 10. | Krister Hagen            | Team Coop                  | + 36s    |

| \| Classificação geral \| Classificação geral \| Classificação geral \| Classificação geral \| Classificação geral \| \| Ciclista \| Ciclista \| Equipe \| Tempo \| \| \| ------------------- \| ------------------------ \| ----------------------- \| ------------------- \| ------------------- \| \| 1. \| Raúl Alarcón \| W52-FC Porto \| DQ \| \| \| 2. \| Jóni Brandão \| Sporting-Tavira \| + 52s \| \| \| 3. \| Vicente García de Mateos \| Aviludo-Louletano-Uli \| + 1m41s \| \| \| 4. \| Edgar Pinto \| Vito-Feirense-BlackJack \| + 1m58s \| \| \| 5. \| João Benta \| Rádio Popular-Boavista \| + 2m19s \| \| \| 6. \| Frederico Figueiredo \| Sporting-Tavira \| + 2m20s \| \| \| 7. \| Xuban Errazkin \| Vito-Feirense-BlackJack \| + 3m52s \| \| \| 8. \| Henrique Casimiro \| Efapel \| + 4m19s \| \| \| 9. \| Domingos Gonçalves \| Rádio Popular-Boavista \| DQ \| \| \| 10. \| Alejandro Marque \| Sporting-Tavira \| + 4m46s \| \| |                          |                         |         |
| |                          |                         |         |
| Fonte: ProCyclingStats |                          |                         |         |
| Classificação geral |                          |                         |         |
| Ciclista | Ciclista                 | Equipe                  | Tempo   |
| 1. | Raúl Alarcón             | W52-FC Porto            | DQ      |
| 2. | Jóni Brandão             | Sporting-Tavira         | + 52s   |
| 3. | Vicente García de Mateos | Aviludo-Louletano-Uli   | + 1m41s |
| 4. | Edgar Pinto              | Vito-Feirense-BlackJack | + 1m58s |
| 5. | João Benta               | Rádio Popular-Boavista  | + 2m19s |
| 6. | Frederico Figueiredo     | Sporting-Tavira         | + 2m20s |
| 7. | Xuban Errazkin           | Vito-Feirense-BlackJack | + 3m52s |
| 8. | Henrique Casimiro        | Efapel                  | + 4m19s |
| 9. | Domingos Gonçalves       | Rádio Popular-Boavista  | DQ      |
| 10. | Alejandro Marque         | Sporting-Tavira         | + 4m46s |

### 9.ª etapa
| Felgueiras - Mondim de Basto | alta montanha | (155,2 km) |

| \| Classificação por etapas \| Classificação por etapas \| Classificação por etapas \| Classificação por etapas \| Classificação por etapas \| \| Ciclista \| Ciclista \| Equipe \| Tempo \| \| \| ------------------------ \| ------------------------ \| ------------------------ \| ------------------------ \| ------------------------ \| \| 1. \| Raúl Alarcón \| W52-FC Porto \| DQ \| \| \| 2. \| Edgar Pinto \| Vito-Feirense-BlackJack \| + 5s \| \| \| 3. \| Vicente García de Mateos \| Aviludo-Louletano-Uli \| + 7s \| \| \| 4. \| Jóni Brandão \| Sporting-Tavira \| + 9s \| \| \| 5. \| João Rodrigues \| W52-FC Porto \| + 19s \| \| \| 6. \| David Rodrigues \| Rádio Popular-Boavista \| + 31s \| \| \| 7. \| João Benta \| Rádio Popular-Boavista \| + 39s \| \| \| 8. \| Luís Felipe Fernandes \| Aviludo-Louletano-Uli \| + 41s \| \| \| 9. \| Frederico Figueiredo \| Sporting-Tavira \| + 41s \| \| \| 10. \| Ricardo Mestre \| W52-FC Porto \| + 58s \| \| |                          |                         |       |
| |                          |                         |       |
| Fonte: ProCyclingStats |                          |                         |       |
| Classificação por etapas |                          |                         |       |
| Ciclista | Ciclista                 | Equipe                  | Tempo |
| 1. | Raúl Alarcón             | W52-FC Porto            | DQ    |
| 2. | Edgar Pinto              | Vito-Feirense-BlackJack | + 5s  |
| 3. | Vicente García de Mateos | Aviludo-Louletano-Uli   | + 7s  |
| 4. | Jóni Brandão             | Sporting-Tavira         | + 9s  |
| 5. | João Rodrigues           | W52-FC Porto            | + 19s |
| 6. | David Rodrigues          | Rádio Popular-Boavista  | + 31s |
| 7. | João Benta               | Rádio Popular-Boavista  | + 39s |
| 8. | Luís Felipe Fernandes    | Aviludo-Louletano-Uli   | + 41s |
| 9. | Frederico Figueiredo     | Sporting-Tavira         | + 41s |
| 10. | Ricardo Mestre           | W52-FC Porto            | + 58s |

| \| Classificação geral \| Classificação geral \| Classificação geral \| Classificação geral \| Classificação geral \| \| Ciclista \| Ciclista \| Equipe \| Tempo \| \| \| ------------------- \| ------------------------ \| ----------------------- \| ------------------- \| ------------------- \| \| 1. \| Raúl Alarcón \| W52-FC Porto \| DQ \| \| \| 2. \| Jóni Brandão \| Sporting-Tavira \| + 1m01s \| \| \| 3. \| Vicente García de Mateos \| Aviludo-Louletano-Uli \| + 1m48s \| \| \| 4. \| Edgar Pinto \| Vito-Feirense-BlackJack \| + 2m03s \| \| \| 5. \| João Benta \| Rádio Popular-Boavista \| + 2m58s \| \| \| 6. \| Frederico Figueiredo \| Sporting-Tavira \| + 3m01s \| \| \| 7. \| Henrique Casimiro \| Efapel \| + 5m36s \| \| \| 8. \| João Rodrigues \| W52-FC Porto \| + 5m40s \| \| \| 9. \| Luís Felipe Fernandes \| Aviludo-Louletano-Uli \| + 5m57s \| \| \| 10. \| Domingos Gonçalves \| Rádio Popular-Boavista \| DQ \| \| |                          |                         |         |
| |                          |                         |         |
| Fonte: ProCyclingStats |                          |                         |         |
| Classificação geral |                          |                         |         |
| Ciclista | Ciclista                 | Equipe                  | Tempo   |
| 1. | Raúl Alarcón             | W52-FC Porto            | DQ      |
| 2. | Jóni Brandão             | Sporting-Tavira         | + 1m01s |
| 3. | Vicente García de Mateos | Aviludo-Louletano-Uli   | + 1m48s |
| 4. | Edgar Pinto              | Vito-Feirense-BlackJack | + 2m03s |
| 5. | João Benta               | Rádio Popular-Boavista  | + 2m58s |
| 6. | Frederico Figueiredo     | Sporting-Tavira         | + 3m01s |
| 7. | Henrique Casimiro        | Efapel                  | + 5m36s |
| 8. | João Rodrigues           | W52-FC Porto            | + 5m40s |
| 9. | Luís Felipe Fernandes    | Aviludo-Louletano-Uli   | + 5m57s |
| 10. | Domingos Gonçalves       | Rádio Popular-Boavista  | DQ      |

### 10.ª etapa
| Fafe - Fafe | contrarrelógio individual | (17,3 km) |

| \| Classificação por etapas \| Classificação por etapas \| Classificação por etapas \| Classificação por etapas \| Classificação por etapas \| \| Ciclista \| Ciclista \| Equipe \| Tempo \| \| \| ------------------------ \| ---------------------------- \| ------------------------ \| ------------------------ \| ------------------------ \| \| 1. \| Vicente García de Mateos \| Aviludo-Louletano-Uli \| 25m17s \| \| \| 2. \| João Rodrigues \| W52-FC Porto \| + 21s \| \| \| 3. \| Raúl Alarcón \| W52-FC Porto \| DQ \| \| \| 4. \| Jóni Brandão \| Sporting-Tavira \| + 36s \| \| \| 5. \| Ricardo Mestre \| W52-FC Porto \| + 50s \| \| \| 6. \| Edgar Pinto \| Vito-Feirense-BlackJack \| + 51s \| \| \| 7. \| Gustavo Veloso \| W52-FC Porto \| + 53s \| \| \| 8. \| Domingos Gonçalves \| Rádio Popular-Boavista \| DQ \| \| \| 9. \| António Carvalho \| W52-FC Porto \| + 1m06s \| \| \| 10. \| Óscar Rodríguez Garaicoechea \| Euskadi-Murias \| + 1m23s \| \| |                              |                         |         |
| |                              |                         |         |
| Fonte: ProCyclingStats |                              |                         |         |
| Classificação por etapas |                              |                         |         |
| Ciclista | Ciclista                     | Equipe                  | Tempo   |
| 1. | Vicente García de Mateos     | Aviludo-Louletano-Uli   | 25m17s  |
| 2. | João Rodrigues               | W52-FC Porto            | + 21s   |
| 3. | Raúl Alarcón                 | W52-FC Porto            | DQ      |
| 4. | Jóni Brandão                 | Sporting-Tavira         | + 36s   |
| 5. | Ricardo Mestre               | W52-FC Porto            | + 50s   |
| 6. | Edgar Pinto                  | Vito-Feirense-BlackJack | + 51s   |
| 7. | Gustavo Veloso               | W52-FC Porto            | + 53s   |
| 8. | Domingos Gonçalves           | Rádio Popular-Boavista  | DQ      |
| 9. | António Carvalho             | W52-FC Porto            | + 1m06s |
| 10. | Óscar Rodríguez Garaicoechea | Euskadi-Murias          | + 1m23s |

## Classificações finais
- As classificações finalizaram da seguinte forma:

### Classificação geral
| \| Classificação geral \| Classificação geral \| Classificação geral \| Classificação geral \| Classificação geral \| \| Ciclista \| Ciclista \| Equipe \| Tempo \| \| \| ------------------- \| ------------------------ \| ----------------------- \| ------------------- \| ------------------- \| \| 1. \| Raúl Alarcón \| W52-FC Porto \| DQ \| \| \| 1. \| Jóni Brandão \| Sporting-Tavira \| + 1m03s \| \| \| 2. \| Vicente García de Mateos \| Aviludo-Louletano-Uli \| + 1m14s \| \| \| 4. \| Edgar Pinto \| Vito-Feirense-BlackJack \| + 2m20s \| \| \| 5. \| Frederico Figueiredo \| Sporting-Tavira \| + 4m09s \| \| \| 6. \| João Benta \| Rádio Popular-Boavista \| + 4m19s \| \| \| 7. \| João Rodrigues \| W52-FC Porto \| + 5m27s \| \| \| 8. \| Ricardo Mestre \| W52-FC Porto \| + 6m35s \| \| \| 9. \| Luís Felipe Fernandes \| Aviludo-Louletano-Uli \| + 6m36s \| \| \| 10. \| Henrique Casimiro \| Efapel \| + 6m49s \| \| |                          |                         |         |
| |                          |                         |         |
| Fonte: ProCyclingStats |                          |                         |         |
| Classificação geral |                          |                         |         |
| Ciclista | Ciclista                 | Equipe                  | Tempo   |
| 1. | Raúl Alarcón             | W52-FC Porto            | DQ      |
| 1. | Jóni Brandão             | Sporting-Tavira         | + 1m03s |
| 2. | Vicente García de Mateos | Aviludo-Louletano-Uli   | + 1m14s |
| 4. | Edgar Pinto              | Vito-Feirense-BlackJack | + 2m20s |
| 5. | Frederico Figueiredo     | Sporting-Tavira         | + 4m09s |
| 6. | João Benta               | Rádio Popular-Boavista  | + 4m19s |
| 7. | João Rodrigues           | W52-FC Porto            | + 5m27s |
| 8. | Ricardo Mestre           | W52-FC Porto            | + 6m35s |
| 9. | Luís Felipe Fernandes    | Aviludo-Louletano-Uli   | + 6m36s |
| 10. | Henrique Casimiro        | Efapel                  | + 6m49s |

### Classificação por pontos
| Classificação por pontos | Classificação por pontos | Classificação por pontos | Classificação por pontos | Classificação por pontos |
| Ciclista                 | Ciclista                 | Equipe                   | Pontos                   |                          |
| ------------------------ | ------------------------ | ------------------------ | ------------------------ | ------------------------ |
| 1.                       | Vicente García de Mateos | Aviludo-Louletano-Uli    | 155 pts                  |                          |
| 2.                       | Raúl Alarcón             | W52-FC Porto             | DQ                       |                          |
| 3.                       | Jóni Brandão             | Sporting-Tavira          | 94 pts                   |                          |
| 4.                       | Edgar Pinto              | Vito-Feirense-BlackJack  | 82 pts                   |                          |
| 5.                       | Luís Mendonça            | Aviludo-Louletano-Uli    | 68 pts                   |                          |
| 6.                       | João Benta               | Rádio Popular-Boavista   | 63 pts                   |                          |
| 7.                       | Riccardo Stacchiotti     | MSTina-Focus             | 53 pts                   |                          |
| 8.                       | Enrique Sanz             | Euskadi-Murias           | 45 pts                   |                          |
| 9.                       | Daniel Mestre            | Efapel                   | 44 pts                   |                          |
| 10.                      | João Rodrigues           | W52-FC Porto             | 36 pts                   |                          |

### Classificação da montanha
| Classificação da montanha | Classificação da montanha | Classificação da montanha | Classificação da montanha | Classificação da montanha |
| Ciclista                  | Ciclista                  | Equipe                    | Pontos                    |                           |
| ------------------------- | ------------------------- | ------------------------- | ------------------------- | ------------------------- |
| 1.                        | Raúl Alarcón              | W52-FC Porto              | DQ                        |                           |
| 1.                        | Jóni Brandão              | Sporting-Tavira           | 58 pts                    |                           |
| 3.                        | David Rodrigues           | Rádio Popular-Boavista    | 40 pts                    |                           |
| 4.                        | Vicente García de Mateos  | Aviludo-Louletano-Uli     | 37 pts                    |                           |
| 5.                        | João Benta                | Rádio Popular-Boavista    | 35 pts                    |                           |
| 6.                        | Pierpaolo Ficara          | Amore & Vita-Prodir       | 33 pts                    |                           |
| 7.                        | Edgar Pinto               | Vito-Feirense-BlackJack   | 33 pts                    |                           |
| 8.                        | Xuban Errazkin            | Vito-Feirense-BlackJack   | 26 pts                    |                           |
| 9.                        | Bruno Silva               | Efapel                    | 25 pts                    |                           |
| 10.                       | Jesús del Pino            | Efapel                    | 24 pts                    |                           |

### Classificação dos jovens
| Classificação dos jovens | Classificação dos jovens     | Classificação dos jovens | Classificação dos jovens | Classificação dos jovens |
| Ciclista                 | Ciclista                     | Equipe                   | Tempo                    |                          |
| ------------------------ | ---------------------------- | ------------------------ | ------------------------ | ------------------------ |
| 1.                       | Xuban Errazkin               | Vito-Feirense-BlackJack  | 41h25m25s                |                          |
| 2.                       | Óscar Rodríguez Garaicoechea | Euskadi-Murias           | + 2m26s                  |                          |
| 3.                       | Gonçalo Carvalho             | Miranda-Mortágua         | + 10m45s                 |                          |
| 4.                       | André Carvalho               | Liberty Seguros-Carglass | + 19m17s                 |                          |
| 5.                       | Wilson Haro                  | Team Ecuador             | + 22m00s                 |                          |
| 6.                       | Cristián Rodríguez           | Caja Rural-Seguros RGA   | + 32m07s                 |                          |
| 7.                       | Fernando Barceló             | Euskadi-Murias           | + 33m44s                 |                          |
| 8.                       | Hugo Nunes                   | Miranda-Mortágua         | + 34m16s                 |                          |
| 9.                       | Larry Valvasori              | Differdange-Losch        | + 38m15s                 |                          |
| 10.                      | Venceslau Fernandes          |                          | + 51m57s                 |                          |

### Classificação por equipas
| Classificação por equipes | Classificação por equipes     | Classificação por equipes | Classificação por equipes |
| Equipe                    | Equipe                        | Tempo                     |                           |
| ------------------------- | ----------------------------- | ------------------------- | ------------------------- |
| 1.                        | W52-FC Porto                  | 123h57m57s                |                           |
| 2.                        | Sporting-Tavira               | + 1m54s                   |                           |
| 3.                        | RP-Boavista                   | + 6m11s                   |                           |
| 4.                        | Aviludo-Louletano             | + 13m33s                  |                           |
| 5.                        | Vito-Feirense-BlackJack       | + 13m33s                  |                           |
| 6.                        | Efapel                        | + 14m10s                  |                           |
| 7.                        | Israel Cycling Academy        | + 1m05s                   |                           |
| 8.                        | Euskadi Basque Country-Murias | + 1m16s                   |                           |
| 9.                        | Caja Rural-Seguros RGA        | + 1m30s                   |                           |
| 10.                       | Differdange-Losch             | + 1m39s                   |                           |

## Evolução das classificações
| Etapa                 | Vencedor              | Classificação geral | Classificação por pontos | Classificação da montanha | Classificação dos jovens | Classificação por equipas | Classificação da combinada | Classificação do melhor português |
| --------------------- | --------------------- | ------------------- | ------------------------ | ------------------------- | ------------------------ | ------------------------- | -------------------------- | --------------------------------- |
| Prólogo               | Rafael Reis           | Rafael Reis         | não se entregou          | não se entregou           | César Martingil          | Sporting-Tavira           | não se entregou            | Rafael Reis                       |
| 1.ª                   | Riccardo Stacchiotti  | Rafael Reis         | Riccardo Stacchiotti     | Mario Vogt                | César Martingil          | Sporting-Tavira           | Mario Vogt                 | Rafael Reis                       |
| 2.ª                   | Vicente García        | Rafael Reis         | Luís Mendonça            | Mario Vogt                | César Martingil          | Sporting-Tavira           | Mario Vogt                 | Rafael Reis                       |
| 3.ª                   | Raúl Alarcón          | Raúl Alarcón        | Vicente García           | Mario Vogt                | Óscar Rodríguez          | W52-FC Porto              | Vicente García             | Joni Brandão                      |
| 4.ª                   | Raúl Alarcón          | Raúl Alarcón        | Vicente García           | Raúl Alarcón              | Xuban Errazkin           | Sporting-Tavira           | Raúl Alarcón               | Joni Brandão                      |
| 5.ª                   | Riccardo Stacchiotti  | Raúl Alarcón        | Vicente García           | Raúl Alarcón              | Xuban Errazkin           | Sporting-Tavira           | Raúl Alarcón               | Joni Brandão                      |
| 6.ª                   | Domingos Gonçalves    | Raúl Alarcón        | Vicente García           | Raúl Alarcón              | Xuban Errazkin           | Sporting-Tavira           | Raúl Alarcón               | Joni Brandão                      |
| 7.ª                   | Enrique Sanz          | Raúl Alarcón        | Vicente García           | Raúl Alarcón              | Xuban Errazkin           | Sporting-Tavira           | Raúl Alarcón               | Joni Brandão                      |
| 8.ª                   | Vicente García        | Raúl Alarcón        | Vicente García           | Joni Brandão              | Xuban Errazkin           | Sporting-Tavira           | Raúl Alarcón               | Joni Brandão                      |
| 9.ª                   | Raúl Alarcón          | Raúl Alarcón        | Vicente García           | Raúl Alarcón              | Xuban Errazkin           | Sporting-Tavira           | Raúl Alarcón               | Joni Brandão                      |
| 10.ª                  | Vicente García        | Raúl Alarcón        | Vicente García           | Raúl Alarcón              | Xuban Errazkin           | W52-FC Porto              | Raúl Alarcón               | Joni Brandão                      |
| Classificações finais | Classificações finais | Raúl Alarcón        | Vicente García           | Raúl Alarcón              | Xuban Errazkin           | W52-FC Porto              | Raúl Alarcón               | Joni Brandão                      |

## UCI World Ranking
A Volta a Portugal outorga pontos para o UCI Europe Tour de 2018 e o UCI World Ranking, este último para corredores das equipas nas categorias UCI World Team, Profissional Continental e Equipas Continentais. As seguintes tabelas mostram o barómetro de pontuação e os 10 corredores que obtiveram mais pontos:
| Posição             | 1.º | 2.º | 3.º | 4.º | 5.º | 6.º | 7.º | 8.º | 9.º | 10.º | 11.º | 12.º | 13.º-15.º | 16.º-25.º |
| Classificação geral | 125 | 85  | 70  | 60  | 50  | 40  | 35  | 30  | 25  | 20   | 15   | 10   | 5         | 3         |
| Por etapa           | 14  | 5   | 3   |     |     |     |     |     |     |      |      |      |           |           |
| Líder               | 3   |     |     |     |     |     |     |     |     |      |      |      |           |           |

| Classificação | Classificação            | Classificação           | Classificação | Classificação | Classificação | Classificação |
| Posição       | Ciclista                 | Equipa                  | Geral         | Etapa         | Líder         | Total         |
| ------------- | ------------------------ | ----------------------- | ------------- | ------------- | ------------- | ------------- |
| 1.º           | Raúl Alarcón             | W52-FC Porto            | 125           | 48            | 21            | 194           |
| 2.º           | Vicente García de Mateos | Aviludo-Louletano-Uli   | 70            | 50            | -             | 120           |
| 3.º           | Jóni Brandão             | Sporting-Tavira         | 85            | 11            | -             | 96            |
| 4.º           | Edgar Pinto              | Vito-Feirense-Blackjack | 60            | 5             | -             | 65            |
| 5.º           | Frederico Figueiredo     | Sporting-Tavira         | 50            | -             | -             | 50            |
| 6.º           | João Benta               | RP-Boavista             | 40            | 8             | -             | 48            |
| 7.º           | João Rodrigues           | W52-FC Porto            | 35            | 5             | -             | 40            |
| 8.º           | Domingos Gonçalves       | RP-Boavista             | 25            | 14            | -             | 39            |
| 9.º           | Ricardo Mestre           | W52-FC Porto            | 30            | -             | -             | 30            |
| 10.º          | Riccardo Stacchiotti     | MsTina-Focus            | -             | 28            | -             | 28            |